# Бублик Микола
Микола Бу́блик (роки народження і смерті невідомі) — український народний майстер художнього розпису.
Працював в кінці XIX — на початку XX століття у місті Ігрені (тепер у складі міста Дніпра). Розмальовував побутові предмети рослинно-квітковим орнаментом у традиціях петриківського розпису.
Відома розписана букетами квітів та гронами винограду дерев'яна скриня з авторським підписом (1906, Національний музей українського народного декоративного мистецтва).